# Mag 218 Tower
Mag 218 Tower is een wolkenkrabber in Dubai, Verenigde Arabische Emiraten. Het gebouw telt 66 verdiepingen, is 275 meter en werd van 2006 tot 2010 gebouwd.

## Ontwerp
Naast 63 bovengrondse verdiepingen, heeft Mag 218 Tower ook drie ondergrondse verdiepingen. Van de 66 verdiepingen in totaal worden er 55 als woonruimte gebruikt, acht als parkeergarage, drie als technische ruimte en één als buurtcentrum.
Er zijn in totaal 550 woningen:
- 330 tweekamerwoningen van 78,41 tot 84,36 m².
- 220 driekamerwoningen van 148,28 tot 167,06 m².[1]

Het gebouw bevat 566 parkeerplaatsen, inclusief 52 plaatsen voor twee auto's. Deze parkeerplaatsen zijn over de acht verdiepingen van het podium verspreid. Het podium bevat daarnaast ook nog een aantal van de 135 vakken voor opslag. Deze zijn namelijk ook op verdieping 31 tot en met 55 te vinden.

### Faciliteiten
De toren bevat op twee niveaus faciliteiten.
- Op het dak van het podium.
- De "community floor".

Op het dak van het podium vindt men een:
- zwembad van 24,5 bij 8 meter;
- jacuzzi;
- zonneterras;
- solarium.

Op de "community floor" vindt men een:
- buurtcentrum;
- hal;
- gymzaal;
- tv-zitkamer;
- balkon;
- voorraadkamer.

## Locatie
Mag 218 Tower staat in het noordoosten van Dubai Marina, op de hoek van Marina Ring Road en "D" Road. De voorkant van de toren, met de hoofdingang, staat naar het zuidwesten, waar de marina ligt, tegen de Marina Ring Road. De achterkant van het gebouw ligt naar het noordoosten naar Dubai Internet City. De noordwestkant ligt naar Sufouh Road en de Arabische Golf. De zuidoostkant ligt naar Sheikh Zayed Road
Aan drie kanten wordt de toren van omliggende torens gescheiden. De zuidwest- en zuidoostkant liggen aan een weg, terwijl de noordwestkant door de voorgestelde Dubai Marina Mall van de andere torens afligt.